# El Cafè Vila
El Cafè Vila és una pintura a l'oli del pintor català Jaume Pons Martí de l'any 1877 que es troba exposat a la Sala 17 del Museu d'Art de Girona. S'hi representa l'interior d'un antic cafè de la ciutat de Girona situat a l'actual plaça del Vi. L'escena recull el testimoni social d'un moment a l'interior del cafè, amb diversos personatges de l'època bevent, conversant, llegint el diari, etc. Si és certa la data de realització que figura a la tela (1877) es tractaria d'una obra realitzada quan l'autor tot just tenia 22 anys, i és l'obra del gènere costumista més emblemàtica de Pons Martí: s'hi tradueix un procés de síntesi i un esperit documental gairebé de precisió fotogràfica, que respon més a una obra de maduresa que no pas a un artista novell.
La construcció de l'espai i les qualitats atmosfèriques d'aquest interior, documentat fins al més petit detall, amb una minuciositat gairebé d'estil flamenc, són atributs que es relacionen a etapes de maduresa. És plausible la idea que Pons Martí pintés aquest quadre coincidint amb la seva estada a Girona i, potser, amb freqüents visites a aquest cafè -conegut per les tertúlies i el joc- que estava situat als baixos d'un edifici de la plaça del Vi.

## Estil
Pons Martí no era un romàntic, la seva pintura no s'adiu a la frase de Baudelaire "la imaginació és la reina de la veritat". Per tant, la lectura d'aquests i altres nocturns (poc habituals en l'obra de l'artista i, en general, en la pintura catalana del moment) cal fer-la en clau més acadèmica i d'assaig tècnic, que no pas des de l'òptica del llenguatge romàntic. El tema del cafè li serveix a l'autor per exercitar efectes de llum, de clarobscur, cosa que fa amb tècnica àgil i desimbolta que havia adquirit del seu oncle Ramon Martí Alsina. En general, la seva obra no ofereix novetats remarcables, amb tímides aproximacions al Modernisme impressionista. Mostra una pintura sense estridències, de vegades amb una serenor que recorda Camille Corot.

## Veí de Girona
Entre el 1897 i 1931 (any en què va morir), Pons Martí va viure a Girona, primer a la plaça del Vi, en un pis situat precisament sobre el Cafè Vila, després al número 3 del carrer del Nord, i finalment al número 2 del Carrer Bernardes. Enmig de dificultats de tota mena, la seva vida a Girona va transcórrer força retreta i, en tot cas, al marge de l'efervescència cultural noucentista de principis del segle xx.
Altres obres que l'artista va pintar de la ciutat, i que formen part de l'exposició permanent a la sala número 17 del Museu d'Art de Girona són Porta de Figuerola (1895) i Portal de Girona (s. XIX).

## El Cafè Vila: pintura i literatura
De Pons Martí s'ha dit que tenia un "ull fotogràfic". Aquest quadre n'és una demostració. És una pintura que sembla una fotografia, una instantània que fixa per sempre un moment de vida. Persones i objectes han quedat congelats sota la llum daurada d'un segon concret. El cambrer, amb el tovalló al braç i la safata a la mà, recull l'ampolla i la copa que ha preparat la mestressa a la barra. Militars i civils, al fons, juguen o conversen, mentre un solitari medita davant d'un vas de cervesa. Un altre militar, al llindar de la porta, contempla els ocupants de la taula rodona. Un d'ells llegeix el diari, possiblement en veu alta. Uns altres escolten. Un altre fuma un cigar mentre contempla, absort, l'espectacle de la gent que deu passar per la plaça del Vi. El sol de la plaça es filtra pels finestrals i ressegueix les ampolles i les copes que brillen sobre el marbre blanc. Un últim contertulià remou lentament, amb una cullereta, el contingut purpuri d'un vas cristal·lí.
Potser es podria demanar més per sentir-se introduït, no ja a l'interior del quadre, sinó a l'interior mateix del cafè real. Però la voluntat fotogràfica de Pons Martí va encara més enllà. El seu oli, d'una perspectiva acadèmica perfecte té, en canvi, una distorsió visible a primer cop d'ull: els caps de les persones són desproporcionadament grossos. I això no pot ser de cap manera un error de l'artista, sinó el fruit del seu desig de reflectir i de destacar -de retratar- els trets de persones reals: els components habituals de la tertúlia que cada dia es reunien a l'establiment de la plaça del Vi. Com era, en realitat, aquesta tertúlia? L'establiment no només va inspirar la pintura de Pons Martí, sinó que també va generar molta literatura, i això facilita la seva evocació i la reconstrucció del seu ambient. El cafè apareix, per exemple, a la novel·la El vagabund de Prudenci Bertrana, escriptor i pintor, del qual s'hi exposa un quadre, a la Sala 18 del Museu d'art de Girona: Nit de lluna a Girona.
El Cafè es fa present també a El quadern gris, de Josep Pla, on l'artista bisbalenc Joan Baptista Coromina, propietari d'una de les primeres motocicletes del país, trasllada l'escriptor empordanès des de Palafrugell fins a Girona a tota velocitat, i el deixa justament davant del Cafè Vila, a la plaça del Vi; també en el Llibre Girona, on el cafè és qualificat per Pla de vuitcentista i magnífic; i a la Girona del meu temps i la d'avui, on Pla recorda que era anomenat Cafè Militar (sense ser-ho) i era situat al costat de l'Ajuntament.
Però la tertúlia pròpiament dita ocupa sobretot moltes pàgines de dos llibres de memòries que tenen un extraordinari valor documental. D'una banda, les Memòries d'un gironí, de Joan Vinyas Comas, i de l'altra Girona i jo, de Miquel de Palol. Aquestes obres permeten diferenciar dues èpoques molt concretes i diferents del Cafè, separades per la línia del canvi de segle però unides pel comú denominador de la tertúlia i de la pervivència de l'establiment com a lloc privilegiat de relació social.